# European Championships 2022/Teilnehmer (Litauen)
| Gelbes Symbol für Goldmedaillen mit stilisierten Olympischen Ringen | Graues Symbol für Silbermedaillen mit stilisierten Olympischen Ringen | Braundes Symbol für Bronzemedaillen mit stilisierten Olympischen Ringen |
| ------------------------------------------------------------------- | --------------------------------------------------------------------- | ----------------------------------------------------------------------- |
| 2                                                                   | 2                                                                     | 3                                                                       |

Litauen nahm mit 73 Athleten (47 Männer, 26 Frauen) an den European Championships 2022 in München teil.

## Medaillen

### Medaillenspiegel
| Rang   | Sportart       | Gold | Silber | Bronze | Gesamt |
| ------ | -------------- | ---- | ------ | ------ | ------ |
| 1      | Kanurennsport  | 1    | 1      | 2      | 4      |
| 2      | Leichtathletik | 1    | –      | –      | 1      |
| 3      | Turnen         | –    | 1      | –      | 1      |
| 4      | Rudern         | –    | –      | 1      | 1      |
| Gesamt | Gesamt         | 2    | 2      | 3      | 7      |

### Medaillengewinner
| Name/n                                 | Sportart       | Wettkampf    |
| -------------------------------------- | -------------- | ------------ |
| Gold                                   |                |              |
| Henrikas Žustautas                     | Kanurennsport  | C-1 200 m    |
| Mykolas Alekna                         | Leichtathletik | Diskuswurf   |
| Silber                                 |                |              |
| Vadim Korobov Henrikas Žustautas       | Kanurennsport  | C-2 200 m    |
| Robert Tvorogal                        | Turnen         | Reck         |
| Bronze                                 |                |              |
| Ignas Navakauskas Artūras Seja         | Kanurennsport  | K-2 200 m    |
| Mindaugas Maldonis Andrej Olijnik      | Kanurennsport  | K-2 500 m    |
| Armandas Kelmelis Dovydas Nemeravičius | Rudern         | Doppelzweier |

## Teilnehmer nach Sportarten

### Beachvolleyball
| Athleten                              | Gruppenphase                                  | Gruppenphase | 1. Runde      | 1. Runde      | Achtelfinale  | Achtelfinale  | Viertelfinale | Viertelfinale | Halbfinale    | Halbfinale    | Finale        | Finale        | Rang |
| Athleten                              | Gegner                                        | Erg.         | Gegner        | Erg.          | Gegner        | Erg.          | Gegner        | Erg.          | Gegner        | Erg.          | Gegner        | Erg.          | Rang |
| ------------------------------------- | --------------------------------------------- | ------------ | ------------- | ------------- | ------------- | ------------- | ------------- | ------------- | ------------- | ------------- | ------------- | ------------- | ---- |
| Frauen                                |                                               |              |               |               |               |               |               |               |               |               |               |               |      |
| Ieva Dumbauskaitė Gerda Grudzinskaitė | Katja Stam / Raïsa Schoon                     | 1:2          | ausgeschieden | ausgeschieden | ausgeschieden | ausgeschieden | ausgeschieden | ausgeschieden | ausgeschieden | ausgeschieden | ausgeschieden | ausgeschieden | 17   |
| Ieva Dumbauskaitė Gerda Grudzinskaitė | Walentyna Dawidowa / Diana Lunina             | 2:1          | ausgeschieden | ausgeschieden | ausgeschieden | ausgeschieden | ausgeschieden | ausgeschieden | ausgeschieden | ausgeschieden | ausgeschieden | ausgeschieden | 17   |
| Ieva Dumbauskaitė Gerda Grudzinskaitė | Marta Menegatti / Valentina Gottardi          | 0:2          | ausgeschieden | ausgeschieden | ausgeschieden | ausgeschieden | ausgeschieden | ausgeschieden | ausgeschieden | ausgeschieden | ausgeschieden | ausgeschieden | 17   |
| Erika Kliokmanaitė Monika Paulikienė  | Paula Soria Gutiérrez / Sofía González Racero | 1:2          | ausgeschieden | ausgeschieden | ausgeschieden | ausgeschieden | ausgeschieden | ausgeschieden | ausgeschieden | ausgeschieden | ausgeschieden | ausgeschieden | 25   |
| Erika Kliokmanaitė Monika Paulikienė  | Kira Walkenhorst / Louisa Lippmann            | 1:2          | ausgeschieden | ausgeschieden | ausgeschieden | ausgeschieden | ausgeschieden | ausgeschieden | ausgeschieden | ausgeschieden | ausgeschieden | ausgeschieden | 25   |

### Kanurennsport
| Athleten                                                           | Wettbewerb | Vorlauf      | Vorlauf | Vorlauf       | Halbfinale   | Halbfinale | Halbfinale    | Finale        | Finale        | Rang   |
| Athleten                                                           | Wettbewerb | Zeit         | Rang    | Qualifikation | Zeit         | Rang       | Qualifikation | Zeit          | Rang          | Rang   |
| ------------------------------------------------------------------ | ---------- | ------------ | ------- | ------------- | ------------ | ---------- | ------------- | ------------- | ------------- | ------ |
| Frauen                                                             |            |              |         |               |              |            |               |               |               |        |
| Gabrielė Čerepokaitė                                               | C-1 200 m  | 50,779 s     | 6       | Halbfinale    | 50,698 s     | 7          | –             | ausgeschieden | ausgeschieden | 13     |
| Männer                                                             |            |              |         |               |              |            |               |               |               |        |
| Henrikas Žustautas                                                 | C-1 200 m  | 41,443 s     | 5       | Halbfinale    | 40,164 s     | 2          | Finale        | 39,832 s      | 1             | Gold   |
| Andrius Jančukovičius                                              | C-1 500 m  | 1:56,293 min | 3       | Halbfinale    | 1:52,353 min | 4          | B-Finale      | 1:53,591 min  | 3             | 12     |
| Vadim Korobov Henrikas Žustautas                                   | C-2 200 m  | —            | —       | —             | —            | —          | —             | 37,592 s      | 2             | Silber |
| Vadim Korobov Henrikas Žustautas                                   | C-2 500 m  | 1:48,964 min | 4       | Halbfinale    | 1:40,464 min | 1          | Finale        | 1:49,299 min  | 9             | 9      |
| Viktor Čaplinskij                                                  | K-1 500 m  | 1:46,246 min | 1       | Halbfinale    | 1:48,399 min | 9          | –             | ausgeschieden | ausgeschieden | 19     |
| Andrej Olijnik                                                     | K-1 1000 m | 3:40,065 min | 5       | Halbfinale    | 3:36,714 min | 4          | B-Finale      | 3:37,054 min  | 1             | 10     |
| Ričardas Nekriošius                                                | K-1 5000 m | —            | —       | —             | —            | —          | —             | KO            | 10            | 10     |
| Ignas Navakauskas Artūras Seja                                     | K-2 200 m  | 31,710 s     | 1       | Finale        | –            | –          | –             | 31,678 s      | 3             | Bronze |
| Mindaugas Maldonis Andrej Olijnik                                  | K-2 500 m  | 1:35,045 min | 2       | Halbfinale    | 1:30,314 min | 1          | Finale        | 1:32,210 min  | 3             | Bronze |
| Mindaugas Maldonis Simonas Maldonis Ignas Navakauskas Artūras Seja | K-4 500 m  | 1:20,722 min | 1       | Finale        | –            | –          | –             | 1:21,121 min  | 6             | 6      |

### Leichtathletik
Laufen und Gehen
| Athleten                  | Wettbewerb       | Vorlauf     | Vorlauf | Halbfinale    | Halbfinale    | Finale        | Finale        | Rang |
| Athleten                  | Wettbewerb       | Zeit        | Rang    | Zeit          | Rang          | Zeit          | Rang          | Rang |
| ------------------------- | ---------------- | ----------- | ------- | ------------- | ------------- | ------------- | ------------- | ---- |
| Frauen                    |                  |             |         |               |               |               |               |      |
| Modesta Justė Morauskaitė | 400 m            | –           | –       | 51,70 s       | 13            | ausgeschieden | ausgeschieden | 13   |
| Gabija Galvydytė          | 800 m            | 2:03,92 min | 22      | ausgeschieden | ausgeschieden | ausgeschieden | ausgeschieden | 22   |
| Greta Karinauskaitė       | 3000 m Hindernis | 9:55,11 min | 18      | —             | —             | ausgeschieden | ausgeschieden | 18   |
| Loreta Kančytė            | Marathon         | —           | —       | —             | —             | 2:41:15 min   | 38            | 38   |
| Männer                    |                  |             |         |               |               |               |               |      |
| Gediminas Truskauskas     | 200 m            | 20,67 s     | 6       | 21,05 s       | 22            | ausgeschieden | ausgeschieden | 22   |
| Simas Bertašius           | 1500 m           | 3:40,19 min | 15      | —             | —             | ausgeschieden | ausgeschieden | 15   |
| Ignas Brasevičius         | Marathon         | —           | —       | —             | —             | 2:25:25 h     | 57            | 57   |
| Remigijus Kančys          | Marathon         | —           | —       | —             | —             | DNF           | DNF           | DNF  |
| Marius Žiūkas             | 20 km Gehen      | —           | —       | —             | —             | 1:24:58 h     | 12            | 12   |
| Arturas Mastianica        | 20 km Gehen      | —           | —       | —             | —             | 1:25:54 h     | 16            | 16   |
| Arturas Mastianica        | 35 km Gehen      | —           | —       | —             | —             | 2:46:09 h     | 17            | 17   |

Springen und Werfen
| Athleten           | Wettbewerb | Qualifikation | Qualifikation | Finale        | Finale        | Rang |
| Athleten           | Wettbewerb | Weite/Höhe    | Rang          | Weite/Höhe    | Rang          | Rang |
| ------------------ | ---------- | ------------- | ------------- | ------------- | ------------- | ---- |
| Frauen             |            |               |               |               |               |      |
| Urtė Baikštytė     | Hochsprung | 1,78 m        | 19            | ausgeschieden | ausgeschieden | 19   |
| Jogailė Petrokaitė | Weitsprung | 6,37 m        | 14            | ausgeschieden | ausgeschieden | 14   |
| Aina Grikšaitė     | Dreisprung | 13,62 m       | 15            | ausgeschieden | ausgeschieden | 15   |
| Dovilė Kilty       | Dreisprung | 13,83 m       | 10            | 13,27 m       | 12            | 12   |
| Ieva Zarankaitė    | Diskuswurf | 56,85 m       | 14            | ausgeschieden | ausgeschieden | 14   |
| Liveta Jasiūnaitė  | Speerwurf  | 61,85 m       | 1             | 58,95 m       | 6             | 6    |
| Männer             |            |               |               |               |               |      |
| Juozas Baikštys    | Hochsprung | 2,17 m        | 14            | ausgeschieden | ausgeschieden | 14   |
| Mykolas Alekna     | Diskuswurf | 65,48 m       | 4             | 69,78 m (CR)  | 1             | Gold |
| Andrius Gudžius    | Diskuswurf | 66,70 m       | 2             | 65,40 m       | 6             | 6    |

### Radsport

#### Bahn
| Athleten                                             | Wettbewerb          | Qualifikation | Qualifikation | 1. Runde      | 1. Runde      | Halbfinale | Halbfinale | Finals        | Finals        | Rang |
| Athleten                                             | Wettbewerb          | Zeit          | Rang          | Zeit          | Rang          | Zeit       | Rang       | Zeit/Punkte   | Rang          | Rang |
| ---------------------------------------------------- | ------------------- | ------------- | ------------- | ------------- | ------------- | ---------- | ---------- | ------------- | ------------- | ---- |
| Frauen                                               |                     |               |               |               |               |            |            |               |               |      |
| Olivija Baleišytė                                    | 10 km Scratch       | —             | —             | —             | —             | —          | —          | –             | 17            | 17   |
| Olivija Baleišytė                                    | Ausscheidungsfahren | —             | —             | —             | —             | —          | —          | –             | 6             | 6    |
| Männer                                               |                     |               |               |               |               |            |            |               |               |      |
| Justas Beniušis                                      | 1 km Zeitfahren     | 1:02.905      | 14            | —             | —             | —          | —          | ausgeschieden | ausgeschieden | 14   |
| Svajūnas Jonauskas                                   | Keirin              | —             | —             | –             | 2             | –          | 1          | –             | 9             | 9    |
| Vasilijus Lendel                                     | Keirin              | —             | —             | –             | 3             | –          | 4          | –             | 6             | 6    |
| Svajūnas Jonauskas Laurynas Vinskas Vasilijus Lendel | Teamsprint          | 36.928 s      | 9             | ausgeschieden | ausgeschieden | —          | —          | ausgeschieden | ausgeschieden | 9    |

| Athleten           | Wettbewerb | Qualifikation | Qualifikation | 1. Runde             | 1. Runde | Achtelfinale     | Achtelfinale | Viertelfinale | Viertelfinale | Halbfinale    | Halbfinale    | Finale/Platz 3 | Finale/Platz 3 | Rang |
| Athleten           | Wettbewerb | Zeit          | Rang          | Gegner               | Ergebnis | Gegner           | Ergebnis     | Gegner        | Ergebnis      | Gegner        | Ergebnis      | Gegner         | Ergebnis       | Rang |
| ------------------ | ---------- | ------------- | ------------- | -------------------- | -------- | ---------------- | ------------ | ------------- | ------------- | ------------- | ------------- | -------------- | -------------- | ---- |
| Männer             |            |               |               |                      |          |                  |              |               |               |               |               |                |                |      |
| Svajūnas Jonauskas | Sprint     | 10.035        | 15            | Wladyslaw Denyssenko | S        | Mateusz Rudyk    | N            | ausgeschieden | ausgeschieden | ausgeschieden | ausgeschieden | ausgeschieden  | ausgeschieden  | 15   |
| Vasilijus Lendel   | Sprint     | 9.870         | 8             | Freilos              | Freilos  | Sándor Szalontay | N            | ausgeschieden | ausgeschieden | ausgeschieden | ausgeschieden | ausgeschieden  | ausgeschieden  | 10   |

| Athleten          | Wettbewerb | Qualifikation Punktefahren | Qualifikation Punktefahren | Scratch | Scratch | Temporennen | Temporennen | Ausscheidungs- fahren | Ausscheidungs- fahren | Punkte- fahren | Punkte- fahren | Punkte | Rang |
| Athleten          | Wettbewerb | Punkte                     | Rang                       | Punkte  | Rang    | Punkte      | Rang        | Punkte                | Rang                  | Punkte         | Zieleinlauf    | Punkte | Rang |
| ----------------- | ---------- | -------------------------- | -------------------------- | ------- | ------- | ----------- | ----------- | --------------------- | --------------------- | -------------- | -------------- | ------ | ---- |
| Frauen            |            |                            |                            |         |         |             |             |                       |                       |                |                |        |      |
| Olivija Baleišytė | Omnium     | —                          | —                          | 14      | 14      | 8           | 17          | 20                    | 11                    | −19            | 10             | 23     | 16   |

#### Straße
| Athleten             | Wettbewerb       | Zeit         | Rang |
| -------------------- | ---------------- | ------------ | ---- |
| Frauen               |                  |              |      |
| Inga Češulienė       | Straßenrennen    | 2:59:36 h    | 40   |
| Inga Češulienė       | Einzelzeitfahren | 35:37,65 min | 27   |
| Rasa Leleivytė       | Straßenrennen    | 2:59:20 h    | 12   |
| Männer               |                  |              |      |
| Mantas Januškevičius | Straßenrennen    | DNF          | DNF  |
| Ignatas Konovalovas  | Straßenrennen    | 4:39:07 h    | 54   |
| Venantas Lašinis     | Straßenrennen    | 4:46:07 h    | 124  |
| Evaldas Šiškevičius  | Straßenrennen    | 4:42:20 h    | 112  |

#### Mountainbike
| Athleten       | Wettbewerb    | Zeit  | Rang |
| -------------- | ------------- | ----- | ---- |
| Männer         |               |       |      |
| Ignas Ambrazas | Cross-Country | -2LAP | 51   |

### Rudern
| Athleten                                                                            | Wettbewerb             | Vorlauf     | Vorlauf | Vorlauf        | Hoffnungslauf | Hoffnungslauf | Hoffnungslauf | Halbfinale  | Halbfinale | Halbfinale    | Finale      | Finale | Rang   |
| Athleten                                                                            | Wettbewerb             | Zeit        | Rang    | Qualifikation  | Zeit          | Rang          | Qualifikation | Zeit        | Rang       | Qualifikation | Zeit        | Rang   | Rang   |
| ----------------------------------------------------------------------------------- | ---------------------- | ----------- | ------- | -------------- | ------------- | ------------- | ------------- | ----------- | ---------- | ------------- | ----------- | ------ | ------ |
| Frauen                                                                              |                        |             |         |                |               |               |               |             |            |               |             |        |        |
| Viktorija Senkutė                                                                   | Einer                  | 9:17,95 min | 4       | Hoffnungslauf  | 8:41,65 min   | 3             | Halbfinale    | 8:28,94 min | 5          | B-Finale      | 8:32,93 min | 4      | 10     |
| Dovilė Rimkutė Donata Karalienė                                                     | Doppelzweier           | 7:39,18 min | 1       | A/B-Halbfinale | –             | –             | –             | 7:19,98 min | 2          | A-Finale      | 7:29,10 min | 4      | 4      |
| Männer                                                                              |                        |             |         |                |               |               |               |             |            |               |             |        |        |
| Domantas Stankūnas Dovydas Stankūnas                                                | Zweier ohne Steuermann | 7:07,47 min | 2       | Halbfinale     | –             | –             | –             | 7:07,11 min | 3          | A-Finale      | 6:51,84 min | 4      | 4      |
| Armandas Kelmelis Dovydas Nemeravičius                                              | Doppelzweier           | 6:52,00 min | 1       | A/B-Halbfinale | –             | –             | –             | 6:38,33 min | 3          | A-Finale      | 6:42,11 min | 3      | Bronze |
| Žygimantas Gališanskis Giedrius Bieliauskas Aurimas Adomavičius Dominykas Jančionis | Doppelvierer           | 6:29,95 min | 3       | A/B-Halbfinale | –             | –             | –             | 6:28,33 min | 5          | B-Finale      | 5:55,76 min | 1      | 7      |

### Sportklettern
| Athleten         | Wettbewerb | Qualifikation | Qualifikation | Halbfinale    | Halbfinale    | Finale        | Finale        | Rang |
| Athleten         | Wettbewerb | Punkte        | Rang          | Punkte        | Rang          | Punkte        | Rang          | Rang |
| ---------------- | ---------- | ------------- | ------------- | ------------- | ------------- | ------------- | ------------- | ---- |
| Männer           |            |               |               |               |               |               |               |      |
| Kipras Baltrūnas | Bouldern   | 1T2z 4 8      | 46            | ausgeschieden | ausgeschieden | ausgeschieden | ausgeschieden | 46   |
| Kipras Baltrūnas | Lead       | 44,72         | 47            | ausgeschieden | ausgeschieden | ausgeschieden | ausgeschieden | 47   |

### Tischtennis
| Athleten                              | Wettbewerb | Gruppenphase      | Gruppenphase | Vorrunde      | Vorrunde      | 1. Runde      | 1. Runde      | 2. Runde                                 | 2. Runde      | Achtelfinale  | Achtelfinale  | Viertelfinale | Viertelfinale | Halbfinale    | Halbfinale    | Finale        | Finale        | Rang          |
| Athleten                              | Wettbewerb | Gegner            | Erg.         | Gegner        | Erg.          | Gegner        | Erg.          | Gegner                                   | Erg.          | Gegner        | Erg.          | Gegner        | Erg.          | Gegner        | Erg.          | Gegner        | Erg.          | Rang          |
| ------------------------------------- | ---------- | ----------------- | ------------ | ------------- | ------------- | ------------- | ------------- | ---------------------------------------- | ------------- | ------------- | ------------- | ------------- | ------------- | ------------- | ------------- | ------------- | ------------- | ------------- |
| Frauen                                |            |                   |              |               |               |               |               |                                          |               |               |               |               |               |               |               |               |               |               |
| Eglė Jankauskienė                     | Einzel     | Charlotte Lutz    | 2:3          | ausgeschieden | ausgeschieden | ausgeschieden | ausgeschieden | ausgeschieden                            | ausgeschieden | ausgeschieden | ausgeschieden | ausgeschieden | ausgeschieden | ausgeschieden | ausgeschieden | ausgeschieden | ausgeschieden | ausgeschieden |
| Eglė Jankauskienė                     | Einzel     | Tetjana Bilenko   | 0:3          | ausgeschieden | ausgeschieden | ausgeschieden | ausgeschieden | ausgeschieden                            | ausgeschieden | ausgeschieden | ausgeschieden | ausgeschieden | ausgeschieden | ausgeschieden | ausgeschieden | ausgeschieden | ausgeschieden | ausgeschieden |
| Emilija Riliskyte                     | Einzel     | Sofia Xuan Zhang  | 0:3          | ausgeschieden | ausgeschieden | ausgeschieden | ausgeschieden | ausgeschieden                            | ausgeschieden | ausgeschieden | ausgeschieden | ausgeschieden | ausgeschieden | ausgeschieden | ausgeschieden | ausgeschieden | ausgeschieden | ausgeschieden |
| Emilija Riliskyte                     | Einzel     | Océane Guisnel    | 1:3          | ausgeschieden | ausgeschieden | ausgeschieden | ausgeschieden | ausgeschieden                            | ausgeschieden | ausgeschieden | ausgeschieden | ausgeschieden | ausgeschieden | ausgeschieden | ausgeschieden | ausgeschieden | ausgeschieden | ausgeschieden |
| Kornelija Riliskyte                   | Einzel     | Dragana Vignjević | 1:3          | ausgeschieden | ausgeschieden | ausgeschieden | ausgeschieden | ausgeschieden                            | ausgeschieden | ausgeschieden | ausgeschieden | ausgeschieden | ausgeschieden | ausgeschieden | ausgeschieden | ausgeschieden | ausgeschieden | ausgeschieden |
| Kornelija Riliskyte                   | Einzel     | Andreea Dragoman  | 0:3          | ausgeschieden | ausgeschieden | ausgeschieden | ausgeschieden | ausgeschieden                            | ausgeschieden | ausgeschieden | ausgeschieden | ausgeschieden | ausgeschieden | ausgeschieden | ausgeschieden | ausgeschieden | ausgeschieden | ausgeschieden |
| Emilija Riliskyte Kornelija Riliskyte | Doppel     | —                 | —            | —             | —             | Freilos       | Freilos       | Andrea Todorović / Sabina Surjan         | 1:3           | ausgeschieden | ausgeschieden | ausgeschieden | ausgeschieden | ausgeschieden | ausgeschieden | ausgeschieden | ausgeschieden | 33            |
| Eglė Jankauskienė Baiba Bogdanova     | Doppel     | —                 | —            | —             | —             | Freilos       | Freilos       | Mariona Munne / Ángela Rodríguez         | 2:3           | ausgeschieden | ausgeschieden | ausgeschieden | ausgeschieden | ausgeschieden | ausgeschieden | ausgeschieden | ausgeschieden | 49            |
| Männer                                |            |                   |              |               |               |               |               |                                          |               |               |               |               |               |               |               |               |               |               |
| Ignas Navickas                        | Einzel     | Tamás Lakatos     | 0:3          | ausgeschieden | ausgeschieden | ausgeschieden | ausgeschieden | ausgeschieden                            | ausgeschieden | ausgeschieden | ausgeschieden | ausgeschieden | ausgeschieden | ausgeschieden | ausgeschieden | ausgeschieden | ausgeschieden | ausgeschieden |
| Ignas Navickas                        | Einzel     | Filip Radulović   | 1:3          | ausgeschieden | ausgeschieden | ausgeschieden | ausgeschieden | ausgeschieden                            | ausgeschieden | ausgeschieden | ausgeschieden | ausgeschieden | ausgeschieden | ausgeschieden | ausgeschieden | ausgeschieden | ausgeschieden | ausgeschieden |
| Ignas Navickas                        | Einzel     | Dimitrije Levajac | 1:3          | ausgeschieden | ausgeschieden | ausgeschieden | ausgeschieden | ausgeschieden                            | ausgeschieden | ausgeschieden | ausgeschieden | ausgeschieden | ausgeschieden | ausgeschieden | ausgeschieden | ausgeschieden | ausgeschieden | ausgeschieden |
| Kęstutis Žeimys                       | Einzel     | Csaba András      | 1:3          | ausgeschieden | ausgeschieden | ausgeschieden | ausgeschieden | ausgeschieden                            | ausgeschieden | ausgeschieden | ausgeschieden | ausgeschieden | ausgeschieden | ausgeschieden | ausgeschieden | ausgeschieden | ausgeschieden | ausgeschieden |
| Kęstutis Žeimys                       | Einzel     | Toomas Libene     | 3:0          | ausgeschieden | ausgeschieden | ausgeschieden | ausgeschieden | ausgeschieden                            | ausgeschieden | ausgeschieden | ausgeschieden | ausgeschieden | ausgeschieden | ausgeschieden | ausgeschieden | ausgeschieden | ausgeschieden | ausgeschieden |
| Kęstutis Žeimys                       | Einzel     | Samuel Kulczycki  | 0:3          | ausgeschieden | ausgeschieden | ausgeschieden | ausgeschieden | ausgeschieden                            | ausgeschieden | ausgeschieden | ausgeschieden | ausgeschieden | ausgeschieden | ausgeschieden | ausgeschieden | ausgeschieden | ausgeschieden | ausgeschieden |
| Kęstutis Žeimys Ignas Navickas        | Doppel     | —                 | —            | —             | —             | Freilos       | Freilos       | Abdullah Talha Yiğenler / İbrahim Gündüz | 0:3           | ausgeschieden | ausgeschieden | ausgeschieden | ausgeschieden | ausgeschieden | ausgeschieden | ausgeschieden | ausgeschieden | 33            |
| Mixed                                 |            |                   |              |               |               |               |               |                                          |               |               |               |               |               |               |               |               |               |               |
| Kęstutis Žeimys Kornelija Riliskyte   | Doppel     | —                 | —            | —             | —             | Freilos       | Freilos       | Petyo Krastev / Marija Jowkowa           | 0:3           | ausgeschieden | ausgeschieden | ausgeschieden | ausgeschieden | ausgeschieden | ausgeschieden | ausgeschieden | ausgeschieden | 49            |
| Dimitrije Levajac Izabela Lupulesku   | Doppel     | —                 | —            | —             | —             | Freilos       | Freilos       | Marios Yiangou / Foteini Meletie         | 0:3           | ausgeschieden | ausgeschieden | ausgeschieden | ausgeschieden | ausgeschieden | ausgeschieden | ausgeschieden | ausgeschieden | 49            |

### Triathlon
| Athleten        | Wettbewerb | Zeit | Rang |
| --------------- | ---------- | ---- | ---- |
| Frauen          |            |      |      |
| Inga Paplauske  | Einzel     | LAP  | LAP  |
| Männer          |            |      |      |
| Igor Kozlovskij | Einzel     | LAP  | LAP  |

### Turnen
| Athleten                                                                              | Wettbewerb           | Qualifikation | Qualifikation | Finale        | Finale        | Rang   |
| Athleten                                                                              | Wettbewerb           | Punkte        | Rang          | Punkte        | Rang          | Rang   |
| ------------------------------------------------------------------------------------- | -------------------- | ------------- | ------------- | ------------- | ------------- | ------ |
| Frauen                                                                                |                      |               |               |               |               |        |
| Ula Bikinaite                                                                         | Boden                | 9,566         | 113           | ausgeschieden | ausgeschieden | 113    |
| Ula Bikinaite                                                                         | Schwebebalken        | 11,633        | 57            | ausgeschieden | ausgeschieden | 57     |
| Ula Bikinaite                                                                         | Stufenbarren         | 9,100         | 108           | ausgeschieden | ausgeschieden | 108    |
| Ula Bikinaite                                                                         | Mehrkampf Einzel     | —             | —             | 42,699        | 74            | 74     |
| Männer                                                                                |                      |               |               |               |               |        |
| Gytis Chasažyrovas                                                                    | Barren               | 13,300        | 51            | ausgeschieden | ausgeschieden | 51     |
| Gytis Chasažyrovas                                                                    | Boden                | 13,100        | 57            | ausgeschieden | ausgeschieden | 57     |
| Gytis Chasažyrovas                                                                    | Pauschenpferd        | 13,633        | 18            | ausgeschieden | ausgeschieden | 18     |
| Gytis Chasažyrovas                                                                    | Reck                 | 12,300        | 78            | ausgeschieden | ausgeschieden | 78     |
| Gytis Chasažyrovas                                                                    | Ringe                | 11,000        | 108           | ausgeschieden | ausgeschieden | 108    |
| Gytis Chasažyrovas                                                                    | Mehrkampf Einzel     | —             | —             | 76,399        | 46            | 46     |
| Titas Kuzmickas                                                                       | Barren               | 12,466        | 83            | ausgeschieden | ausgeschieden | 83     |
| Titas Kuzmickas                                                                       | Boden                | 12,400        | 88            | ausgeschieden | ausgeschieden | 88     |
| Titas Kuzmickas                                                                       | Pauschenpferd        | 4,200         | 116           | ausgeschieden | ausgeschieden | 116    |
| Titas Kuzmickas                                                                       | Reck                 | 11,133        | 100           | ausgeschieden | ausgeschieden | 100    |
| Titas Kuzmickas                                                                       | Ringe                | 11,366        | 105           | ausgeschieden | ausgeschieden | 105    |
| Titas Kuzmickas                                                                       | Mehrkampf Einzel     | —             | —             | 61,398        | 74            | 74     |
| Tomas Kuzmickas                                                                       | Barren               | 13,333        | 49            | ausgeschieden | ausgeschieden | 49     |
| Tomas Kuzmickas                                                                       | Boden                | 13,133        | 52            | ausgeschieden | ausgeschieden | 52     |
| Tomas Kuzmickas                                                                       | Pauschenpferd        | 12,200        | 70            | ausgeschieden | ausgeschieden | 70     |
| Tomas Kuzmickas                                                                       | Reck                 | 12,966        | 48            | ausgeschieden | ausgeschieden | 48     |
| Tomas Kuzmickas                                                                       | Ringe                | 12,266        | 91            | ausgeschieden | ausgeschieden | 91     |
| Tomas Kuzmickas                                                                       | Mehrkampf Einzel     | —             | —             | 76,964        | 43            | 43     |
| Ernestas Liaškinas                                                                    | Boden                | 10,700        | 109           | ausgeschieden | ausgeschieden | 109    |
| Ernestas Liaškinas                                                                    | Pauschenpferd        | 10,733        | 103           | ausgeschieden | ausgeschieden | 103    |
| Robert Tvorogal                                                                       | Barren               | 11,366        | 98            | ausgeschieden | ausgeschieden | 98     |
| Robert Tvorogal                                                                       | Reck                 | 13,966        | 6             | 14,000        | 2             | Silber |
| Robert Tvorogal Gytis Chasažyrovas Tomas Kuzmickas Ernestas Liaškinas Titas Kuzmickas | Mehrkampf Mannschaft | 226,927       | 22            | ausgeschieden | ausgeschieden | 22     |